# Rock latino

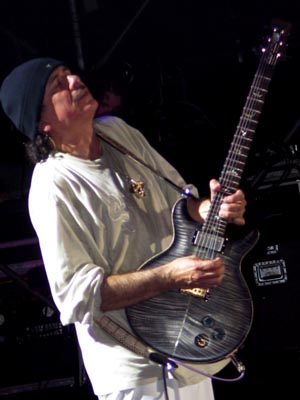
Carlos Santana in concerto

Il rock latino (dall'inglese latin rock) è uno stile di musica rock con contaminazioni latinoamericane originario degli Stati Uniti d'America.

## Storia
Già prima dell'esplosione del rock latino, avvenuta negli anni sessanta, la musica latinoamericana aveva lasciato un segno indelebile nella popular music americana, facendo breccia nelle colonne sonore hollywoodiane, nelle uscite della Tin Pan Alley e nel pop di artisti come Ritchie Valens, The Drifters e Ben E. King. Gli artisti statunitensi stili latinoamericani che avevano goduto del loro massimo momento di notorietà negli anni cinquanta e sessanta come la bossa nova, il boogaloo e il mambo
Il vero e proprio rock di influenze latinoamericane nacque però tra Los Angeles, la baia di San Francisco e il Texas grazie ad artisti come i Santana, fondati nella seconda metà degli anni sessanta dal messicano Carlos Santana. Nonostante le evidenti influenze messicane, i Santana sono sempre stati ancorati a generi musicali afroamericani come il blues, l'R&B e il jazz, un aspetto che caratterizza anche diversi altri dei primi artisti della corrente, come Don Tosti e Lalo Guerrero, considerato il "padre" del rock chicano. Trini Lopez, la cui musica è una miscela di folk, lounge-pop e R&B, è stata in grado di prosperare prima che i Beatles arrivassero in America o Bob Dylan iniziasse ad utilizzare l'elettronica. La British Invasion sfidò tutti i musicisti americani, non solo i chicanos. Secondo qualcuno, il Sir Douglas Quintet era il gruppo più "inglese" tra i gruppi latin rock americani di tutto il periodo della Beatlemania. Oltre ad essi si possono citare i Maná, Thee Midniters, Los Lobos e i War.
Lo stile sopravvivrà grazie all'onda di artisti Tex.Mex. Nei decenni seguenti, lo stile subirà dei crossover e ispirerà artisti come David Byrne, Kid Creole & The Coconuts, Alejandra Guzmán e Gloria Trevi.

## Generi correlati

### Chicano punk
Il chicano punk è una branca del rock latino emersa da Los Angeles che fonde punk e musica tradizionale messicana. Gruppi come Los Illegals, The Brat, The Plugz e The Cruzados fecero parte del chicano punk. Inoltre Mark and the Mysterians fu una band composta da musicisti americani del Messico ed è stata la prima band ad essere definita "punk rock". Il termine punk rock fu coniato nel '71 dal critico rock Dave Marsh nel corso di un riesame del loro spettacolo per la rivista Creem.

### Chicano rock
Per chicano rock si intende il rock eseguito da messicani-statunitensi, anche conosciuti come chicani, o quella che presenta tematiche inerenti alla cultura chicana. Il termine non si riferisce infatti a un particolare stile o approccio sonoro. Alcuni dei gruppi esponenti di tale genere non cantano affatto in spagnolo, né utilizzano strumenti o sonorità tipiche della musica latina.
I principali fattori unificanti sia che ci siano suoni tipicamente latino-americani o meno, sono la forte influenza R&B e l'aspirazione di fare musica all'infuori dei canoni dell'industria discografica.
L'album Pachuco Boogie di Don Tosti fu il primo album di rock chicano a vendere milioni di copie nel 1949. Negli anni sessanta vi fu un'esplosione di artisti chicano rock a est di Los Angeles. I primi ad avere un successo locale furono i Premiers con una cover di una canzone di Don e Dewey intitolata Farmer John.